# Avon Wilderness Park
Avon Wilderness Park är en park i Australien. Den ligger i delstaten Victoria, omkring 170 kilometer öster om delstatshuvudstaden Melbourne.
Runt Avon Wilderness är det mycket glesbefolkat, med 2 invånare per kvadratkilometer.. Det finns inga samhällen i närheten. 
I omgivningarna runt Avon Wilderness växer i huvudsak städsegrön lövskog. Genomsnittlig årsnederbörd är 1 410 millimeter. Den regnigaste månaden är juni, med i genomsnitt 193 mm nederbörd, och den torraste är januari, med 61 mm nederbörd.